# Белянки (бабочки)
Беля́нки  (лат. Pieridae) — семейство дневных бабочек, как правило, с белой окраской крыльев и рисунком из жёлтых, оранжевых и чёрных пятен и полей, с булавовидными антеннами, округлённо-треугольными передними и яйцевидными задними крыльями.

## Описание
Бабочки средних, реже — крупных размеров — размах крыльев большинства видов не превышает 45—60 мм. Тело тонкое. Голова округлая, глаза голые. Усики с булавовидным утолщенные на конце — постепенно утолщаются к вершине или заканчиваются резко обособленной булавой. Все ноги у обоих полов полностью развиты и функционируют при хождении. Крылья большие, широкие. В спокойном состоянии они приподняты над спиной у бабочек и сложены в вертикальной плоскости. Хоботок хорошо развитый, складывается пружинообразно.
В умеренных широтах преобладает белая, жёлтая, зеленоватая и оранжевая окраска крыльев, часто с рисунком из жёлтых, оранжевых и чёрных пятен и полей. Среди тропических видов имеются бабочки с тёмными коричневыми крыльями, с обширными жёлтыми, белыми и красными пятнами (род Delias, Ceropa, Pereute и др.). Переднее крыло имеет форму прямоугольного треугольника с выпуклыми костальным и внешним краями и почти прямолинейным анальным краем (у Zegris костальный край слегка вогнут у вершины, у Gonepteryx вершина крыла заострена в виде зубца, поэтому внешний край оказывается вогнутым). Заднее крыло округло-овальное, без выемки, с 2 анальными жилками. Центральная ячейка обоих крыльев замкнута и занимает около половины длины крыла. Андрокониальные чешуйки располагаются на переднем крыле сверху в виде слабо различимого поля. Задние крылья внутренним краем охватывают брюшко.
Нередко у представителей семейства развит половой диморфизм и (или) сезонный диморфизм, который может проявляться как в размерах, так и в окраске. Часто некоторые детали рисунка видны только в ультрафиолетовом диапазоне. Андрокониальное поле, если есть, едва заметно. Разнополые особи различаются строением копулятивного аппарата, которое у имеет важное таксонометрическое и диагностическое значение при идентификации видов. Существенную роль в определении полов играют группы специализированных чешуек (андрокониальные поля) или волосков у самцов, которые связаны с ароматическими гиподермальными железами, секрет феромонов которых привлекает самок. В качестве вторичных половых признаков у ряда представителей семейства имеет место половой диморфизм по размеру и окраске крыльев.
Бабочки активны исключительно днём. Полёт разнообразен по характеру, нередко достаточно дальний и сильный. Некоторые виды мигрируют. Имаго питаются нектаром цветов. Поза покоя с закрытыми сложенными за спиной крыльями.

## Преимагиальные стадии
Яйца представителей семейства различны по размеру, цвету и строению. Яйца обычно откладываются по одному. Например, у боярышницы яйца стоячие, удлиненные, ребристые жёлтого или оранжеватого цвета, у капустницы — лимонно-жёлтого цвета, ребристые, кеглеобразные. Гусеница цилиндрической формы, покрыты короткими волосками. Гусеницы средних размеров, длинные и тонкие, с покровом из коротких волосков, обычно зелёного или желтоватого цветов, с жёлтыми или зелёными продольными полосами, а некоторые с чёрными пятнами или точками. Гусеницы преимущественно голые, слегка опушены короткими волосками. Имеет 8 пар ног. Гусеницы относятся к открыто живущим, питаются листовыми пластинками травянистых растений. Развиваются на разных двудольных, главным образом на крестоцветных (Brassicaceae) и бобовых (Fabaceae).
Куколка закрытого типа, без кокона.  Куколка прикреплённая шелковинкой, с 1 коротким рогообразным выростом на голове и хорошо развитым кремастером. Куколки большей частью чёрные с жёлтыми пятнами; они прикрепляются задним концом тела и поддерживаются нитью, охватывающей грудь. Прикрепляются к стеблям, веткам кормовых растений или другим предметам задним концом, при помощи пояска из шелковой нити. Голова куколки направлена вверх.
Зимуют обычно на стадии гусеницы или куколки.

## Распространение
Встречаются по всему миру, за исключением Новой Зеландии.
В Палеарктике — около 150 видов, на территории бывшего СССР — около 70 видов, в Европе — около 60 видов.

## Классификация
91 род и около 1100 видов (на декабрь 2011 года), включая 6 ископаемых. В семействе выделяют следующие подсемейства:
- Подсемейство Dismorphiinae — 100 видов
  - Род Dismorphia
  - Род Enantia
  - Род Leptidea
  - Род Lieinix
  - Род Moschoneura
  - Род Patia
  - Род Pseudopieris
- Подсемейство Pseudopontiinae — 5 видов[9]
  - Вид Pseudopontia paradoxa
- Подсемейство: Pierinae — 55 родов, 700 видов
  - Триба Anthocharini
  - Триба Colotini
  - Триба Pierini
- Подсемейство Coliadinae — 300 видов
  - Триба Coliadini
  - Триба Euremini
  - Триба Goniopterygini

- Капустница, самка
- Желтушка южная
- Лимонница, самец
- Зегрис короткоусая
- Delias descombesi, нижняя сторона крыльев
- Appias phoeb
- Phoebis philea
- Hebomoia glaucippe
- Pereute callinira
- Zerene eurydice
- Dismorphia theucarilla

## Экономическое значение
Некоторые виды являются вредителями сельского хозяйства. Вредят гусеницы. Репница (Pieris rapae) и капустница (Pieris brassicae) повреждают крестоцветные культурные и дикорастущие растения. Боярышница (Aporia crataegi) — многоядный вредитель, гусеницы которого повреждают бутоны, почки и листья разнообразных плодовых деревьев из семейства розоцветных, а также отмечены на грецком орехе, винограде, голубике и других растениях.